# Kara Kara
Kara Kara ist eine Ortschaft im Departamento Cochabamba im südamerikanischen Anden-Staat Bolivien.

## Lage im Nahraum
Kara Kara ist zweitgrößte Ortschaft des Kanton Sicaya im Landkreis (bolivianisch: Municipio) Sicaya in der Provinz Capinota. Die Ortschaft liegt auf einer Höhe von 2605 m im Tal des Río Arque, einem der Quellflüsse des bolivianischen Río Grande, an der Mündung des Río Sapo Mayu.

## Geographie
Kara Kara liegt in einem der nördlichen Ausläufer der bolivianischen Cordillera Central. Das Klima ist semi-arid und ein typisches Tageszeitenklima, bei dem die Temperaturunterschiede zwischen Tag und Nacht deutlicher ausfallen als zwischen den Jahreszeiten.
Die Talregion des Río Arque weist hier einen durchschnittlichen Jahresniederschlag von 600 mm und einer Jahresdurchschnittstemperatur von 11 °C auf. Die Trockenzeit dauert von Mai bis September und weist niedrigere Temperaturen auf, ist aber frostfrei. Die Regenzeit dauert von Dezember bis Februar und ist wärmer als der Jahresdurchschnitt (siehe Klimadiagramm Arque).

## Verkehrsnetz
Kara Kara liegt in südwestlicher Richtung 87 Straßenkilometer entfernt von Cochabamba, der Hauptstadt des Departamentos.
Von Cochabamba aus führt in westlicher Richtung die asphaltierte Fernstraße Ruta 4, die bei Caracollo auf die Ruta 1 stößt, die den Altiplano von Norden nach Süden durchquert. 37 Kilometer südwestlich von Cochabamba zweigt bei Parotani eine unbefestigte Landstraße in südöstlicher Richtung ab und erreicht nach 30 Kilometern die Stadt Capinota. Die Straße führt weitere siebzehn Kilometer über Irpa Irpa und Orcoma den Río Arque aufwärts nach Kara Kara und weiter nach Arque.

## Bevölkerung
Die Einwohnerzahl der Ortschaft ist im vergangenen Jahrzehnt um mehr als ein Drittel angestiegen:
| Jahr | Einwohner         | Quelle       |
| ---- | ----------------- | ------------ |
| 1992 | keine Detaildaten | Volkszählung |
| 2001 | 224               | Volkszählung |
| 2012 | 314               | Volkszählung |

Die Region weist einen hohen Anteil an Quechua-Bevölkerung auf, im Municipio Sicaya sprechen 98,7 Prozent der Bevölkerung die Quechua-Sprache.